# Nicolas Trigault

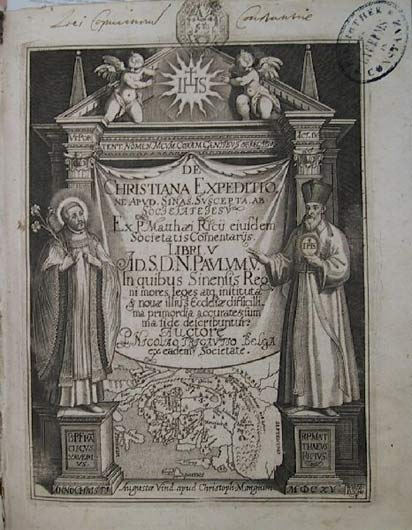
Strona tytułowa De Christiana Expeditione apud Sinas Mateusza Ricciego, w tłumaczeniu Nicolasa Trigaulta, Ausburg, rok 1615.

Nicolas Trigault (ur. 3 marca 1577 w Douai, zm. 14 listopada 1628 w Hangzhou) – francuski jezuicki misjonarz w Chinach. W Europie znany jest również pod łacińskimi imionami Trigautius lub Trigaultius, w Chinach zaś pod imieniem Jin Nige. Ojciec Trigault to jeden z prekursorów europejskiej sinologii a także autor pierwszego systemu transkrypcji języka chińskiego na alfabet łaciński.

## Życie i praca
Urodził się w Douai (wówczas część hiszpańskich Niderlandów, dziś we Francji), a do zakonu jezuitów wstąpił w 1594 roku, w wieku 17 lat. W roku 1609 wyruszył na misję do Chin, by przez Goa (dotarł tam 5 lutego 1609 r.) i Makau (1610) przybyć do Nankinu w 1611 roku. Stamtąd chiński katolik Li Zhizao poprowadził go do Hangzhou, gdzie Trigault pełnił posługę aż do śmierci w 1628 roku.
Był jednym z pierwszych misjonarzy, którzy odwiedzili to miasto, opisywane przez Marco Polo.
W 1613 roku odwiedził Pekin.
W latach 1613–1618 Trigault wrócił do Europy, by złożyć raport papieżowi Pawłowi V, a także by zebrać fundusze na działalność jezuickiej misji w Chinach i nagłośnić pracę zakonu. W 1615 roku zakonnik otrzymał od Pawła V pozwolenie na sprawowanie liturgii w Chinach w miejscowym języku. Podczas tej podróży odwiedził m.in. Frankfurt, Kolonię, Lyon, Madryt, Monachium, Neapol oraz Würzburg.
W 1617 r. w Antwerpii sportretował Trigaulta Peter Paul Rubens.
Trigault jest zapewne najlepiej znany jako wydawca i tłumacz (z włoskiego na łacinę) De Christiana Expeditione apud Sinas Matteo Ricciego. Ta druga praca ukazała się w 1615 roku, cieszyła się dużą popularnością i była tłumaczona na wiele języków europejskich.
Wraz z pomocą chińskiego konwertyty dokonał również pierwszego w historii przekładu Bajek Ezopa (況義) na języki chiński. Przekład ukazał się w Chinach w 1625 roku.

## Xiru Ermu Zi
Ojciec Trigault jest autorem pierwszej w historii transkrypcji chińskiego na alfabet łaciński. Opracował ją w 1626 roku w formie słownika pod nazwą Xiru Ermu Zi (chiń. 西儒耳目資, dosł. "Pomoc uszom i oczom zachodnich szkolarzy"), z pomocą w dwóch Chińczyków - Han Yuna (ochrzczony jako Stefan) oraz Wang Zhenga (Filip, 1571-1644).
System transkrypcyjny składał się z dwóch tabel, zawierających nagłos i wygłos spotykane w sylabach języka chińskiego. By sprawdzić transkrypcję, należało odnaleźć konkretny znak chiński.
Tego samego roku w Hangzhou wydrukowano dokonany przez Tirgault przekład Pięcioksięgu konfucjańskiego na język łaciński, pt. Pentabiblion Sinense. Był to pierwszy w historii przekład tego fundamentalnego dla chińskiej kultury kanonu na język europejski.